# 8530 Korbokkur
8530 Korbokkur è un asteroide della fascia principale. Scoperto nel 1992, presenta un'orbita caratterizzata da un semiasse maggiore pari a 2,3254209 au e da un'eccentricità di 0,2593791, inclinata di 5,15465° rispetto all'eclittica.
L'asteroide è dedicato all'omonima tribù di piccoli uomini delle leggende degli Ainu.